# New South Wales Rugby Union
La New South Wales Rugby Union o NSWRU è l'organo di governo del rugby a 15 nello Stato australiano del Nuovo Galles del Sud.
Fondata nel 1882 organizza vari campionati locali in ambito statale, il più noto dei quali è lo Shute Shield, che si disputa nell'area di Sydney, e partecipa, tramite la sua franchise professionistica, gli Waratahs, al Super Rugby, campionato di club organizzato dalle federazioni rugbistiche nazionali australiana, neozelandese e sudafricana.
Prima dell'era professionistica la squadra provinciale del Nuovo Galles del Sud era una rappresentativa dei migliori giocatori dello Stato ed era impegnata in incontri sia interni che internazionali con altre selezioni; fece parte delle squadre che diedero vita dapprima al Super Six (nel 1992) e poi al Super 10 (dal 1993 al 1995), il campionato da cui poi nacque il professionistico Super Rugby del 1996.
Storicamente la NSWRU è il maggior serbatoio di giocatori degli Wallabies; spicca tra di essi David Campese, campione del mondo nel 1991, Ewen McKenzie, Matt Burke, Nick Farr-Jones e, più recentemente, Benn Robinson e Rocky Elsom, quest'ultimo anche capitano della rappresentativa nazionale.